# テイト・マクレー
テイト・ロズナー・マクレー（Tate Rosner McRae、2003年7月1日 - ) は、カナダのシンガーソングライター、ダンサー、女優。

## 来歴
2013年から2015年に放映された子供向けアニメ「ララループシー」でスポット・スプラッター・スプラッシュ役の声優を務めていた。
13歳でアメリカのリアリティTV番組「アメリカン・ダンスアイドル」のカナダ人初のファイナリストとして注目を集める。
競技ダンスを始めたマクレーは、2013年にニューヨークで開催されたダンス・アワードで「ミニ・ベスト・フィメール・ダンサー」を受賞、アメリカのダンス・アパレルメーカー「カペジオ」の公式アンバサダーを務める。
カナダのインディーポップ・バンド、ウォーク・オフ・ジ・アースのミュージックビデオ「Rule The World」にダンサーとして出演した。
2016年6月、カナダ・カルガリーで開催されたジャスティン・ビーバーの"パーパス・ワールド・ツアー"にて「Children」のパフォーマンスにダンサーとして出演。ダンサー・チームの一員として「エレンの部屋」にも出演経験がある。
2017年に発表した楽曲「one day」がYouTubeとTikTokでバイラリヒットを果たし、デビューEP『all the things i never said』（2020年）のリリースに先立ち、2019年にRCAレコードとの契約を獲得。2020年のシングル「you broke me first」がビルボード・Hot 100で最高17位を記録。
2021年、フォーブスの「30 Under 30」リストに最年少のミュージシャンとして紹介された。2枚目のEP『too young to be sad』 (2021年)が音楽ストリーミングサービスSpotifyにて同年最もストリーミングされた女性アーティストのEPとなった。2022年5月27日にリリースされたデビュー・アルバム『 i used to think i could fly』はビルボード200で13位を記録した。
2023年、2枚目のアルバム『think later』をリリースする。
2024年10月29日、初来日公演を豊洲PITにて開催。
2025年5月、モーガン・ウォーレンの「What I Want」でコラボ。この曲はビルボード・ホット100で1位でデビューし、彼女にとって最初のナンバーワン・シングルとなった。

## ディスコグラフィ

### アルバム
- 2022年 : I Used to Think I Could Fly
- 2023年 : Think Later
- 2025年 : So Close to What

## 日本公演
- 2024年 Think Later World Tour
10月29日 豊洲PIT